# María Grande
María Grande é um município da província de Entre Ríos, na Argentina.